# 글리제 674
글리제 674(Gl 674)는 제단자리에 있는 적색 왜성으로, 히파르코스 위성이 관측한 시차 자료에 의하면 지구에서 14.8광년 떨어져 있다. 이 별의 겉보기 등급은 9.38으로 맨눈으로는 볼 수 없다. 질량은 태양의 36퍼센트, 반지름은 태양의 42퍼센트 정도이며, 밝기는 1천 분의 3 정도이다.

## 글리제 674b
글리제 674는 자신을 도는 행성 글리제 674b를 거느리고 있다. 이 행성의 질량은 천왕성 또는 해왕성보다 약간 작은, 지구 질량의 11.8배 수준이다. 어머니 항성에서는 0.039 천문단위 떨어져 있으며 한 바퀴 공전하는 데 4.6938일밖에 걸리지 않는다. 이심률은 수성과 비슷한 0.2 정도이다. 2007년 1월 7일 발견이 공식으로 인정되었다. 촬영장소는 칠레 라 실라 천문대로 유럽 우주국 소속 3.6미터 망원경에 장착된 HARPS 스펙트럼 사진기를 이용했다.

## 같이 보기
- 가까운 별 목록